# Наполеон Бонапарт и шахматы

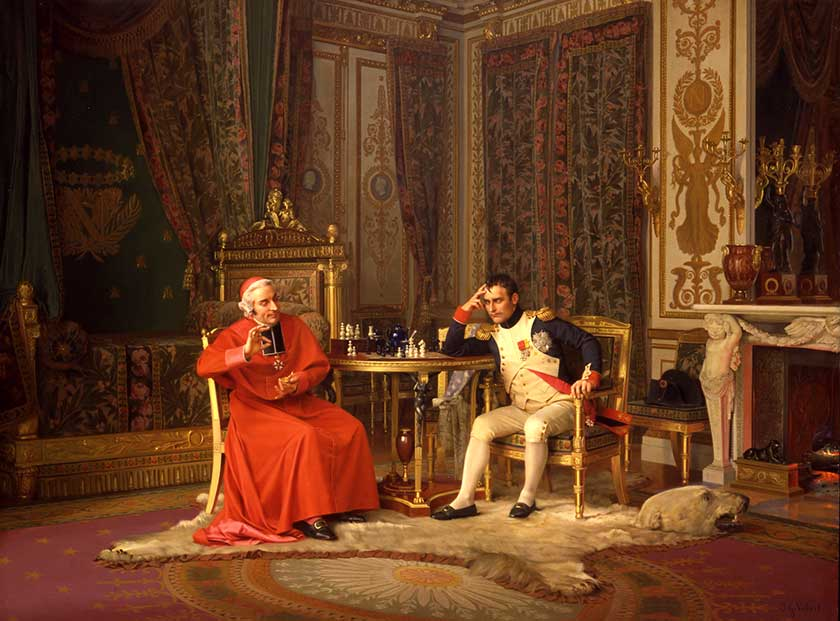
Жан Жорж Вибер. Шах!

Наполеон Бонапарт и шахматы — тема, привлекавшая историков, искусствоведов, шахматных мастеров, посвятивших ей свои исследования. Наполеон в течение всей своей жизни играл в шахматы. В частности, с 1794 по 1795 год в возрасте двадцати пяти лет, поссорившись с начальством, он ежедневно бывал в «Кафе де ля Режанс», либо наблюдая за игрой, либо играя сам. Сохранилось большое количество свидетельств близких Наполеону людей, которые рассказывают о его увлечении шахматами. Несколько коротких партий, сохранившихся до нашего времени, с осторожностью приписываются Бонапарту.
Большое количество произведений искусства связаны с увлечением Наполеона Бонапарта шахматами. Преимущественно это гравюры, карикатуры, картины, авторы которых по-разному его интерпретируют.

### Историография

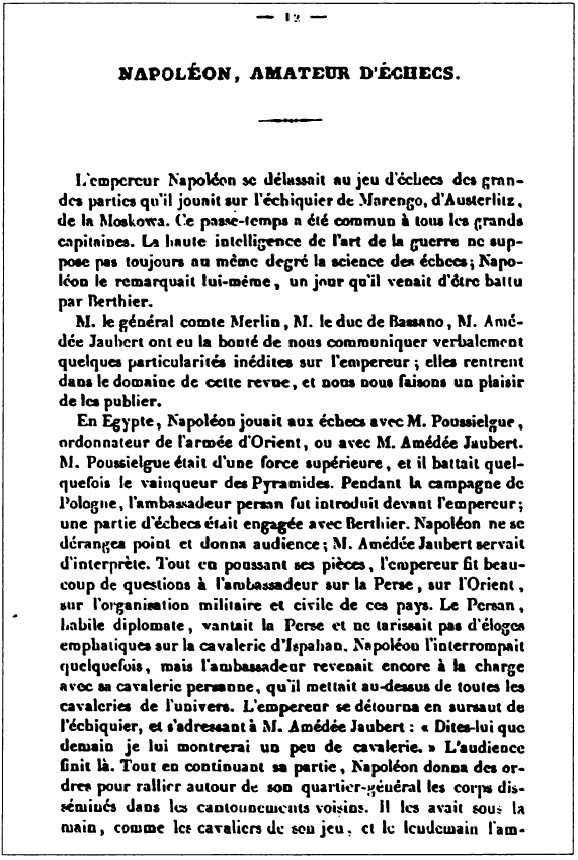
Le Palamède, 1836, страница 12 с началом заметки «Наполеон, любитель шахмат» из библиотеки А. С. Пушкина

### Галерея: шахматные противники Наполеона

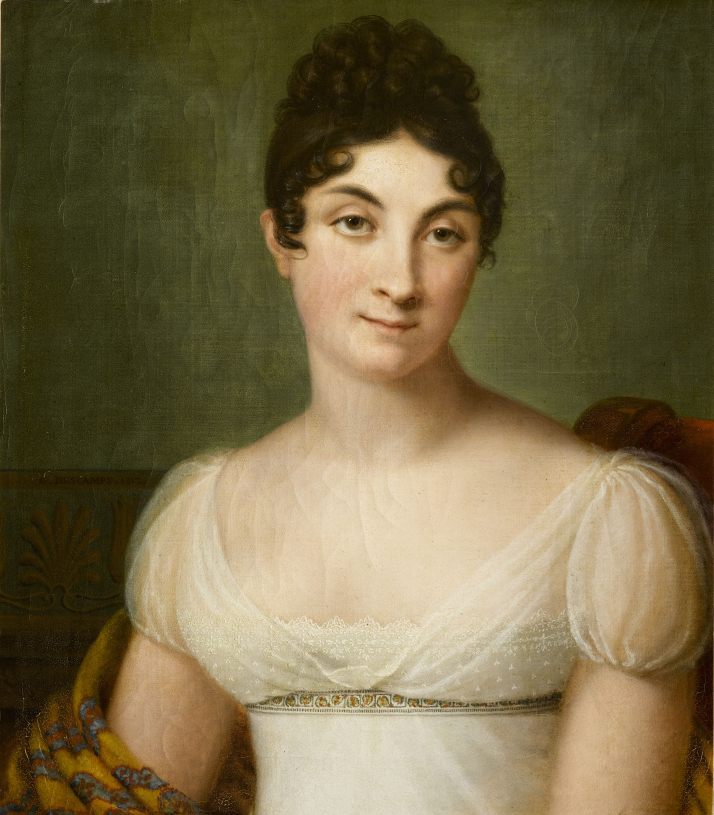
Графиня де Ремюза, картина 1813 года кисти Гийома Дешама (1779—1858).
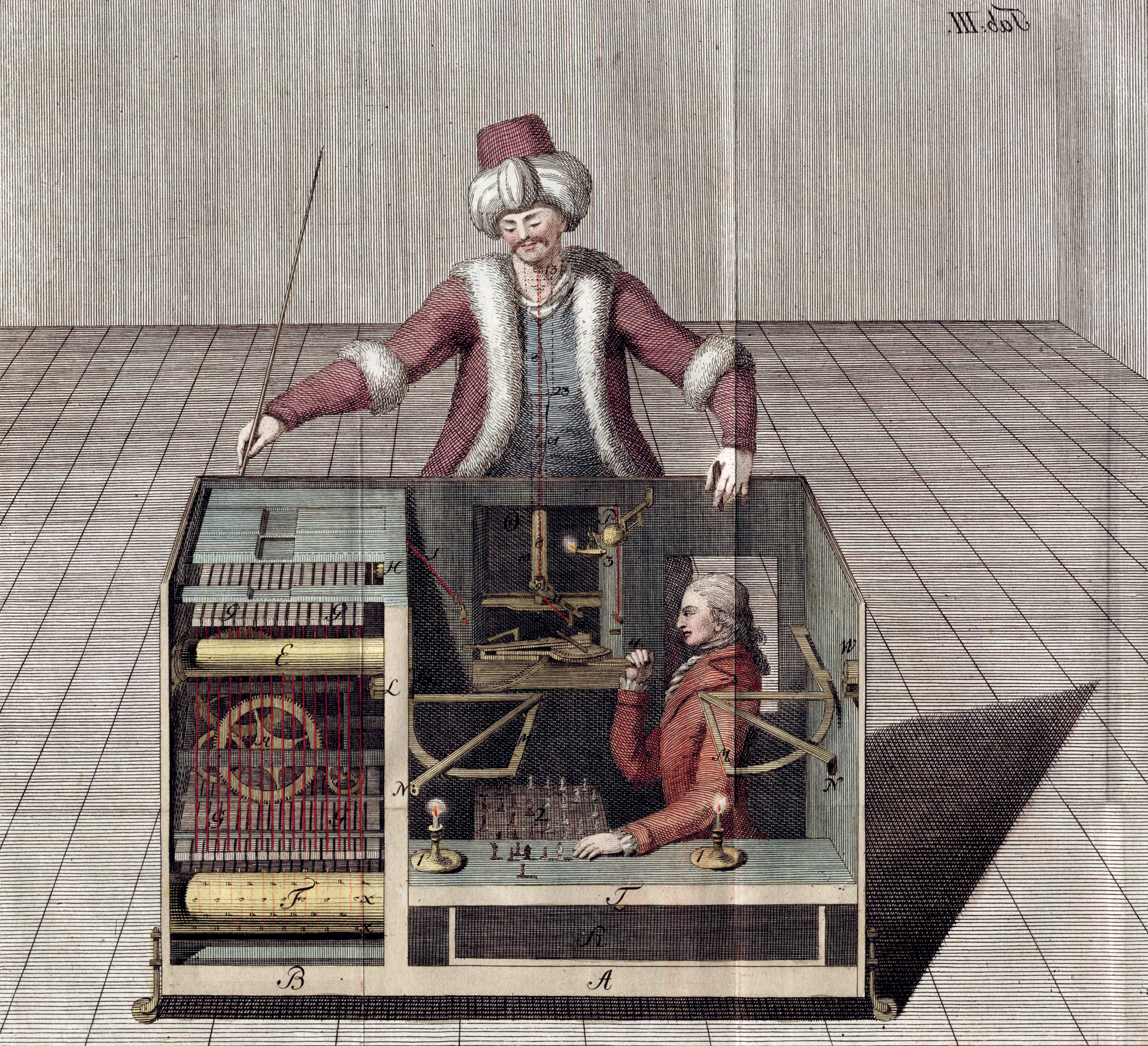
«Турок» на гравюре современника. 1789
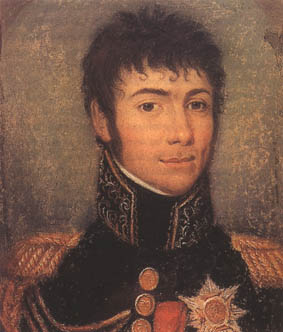
Неизвестный художник. Генерал Анри Гасьен Бертран.

### Изобразительное искусство и музыка

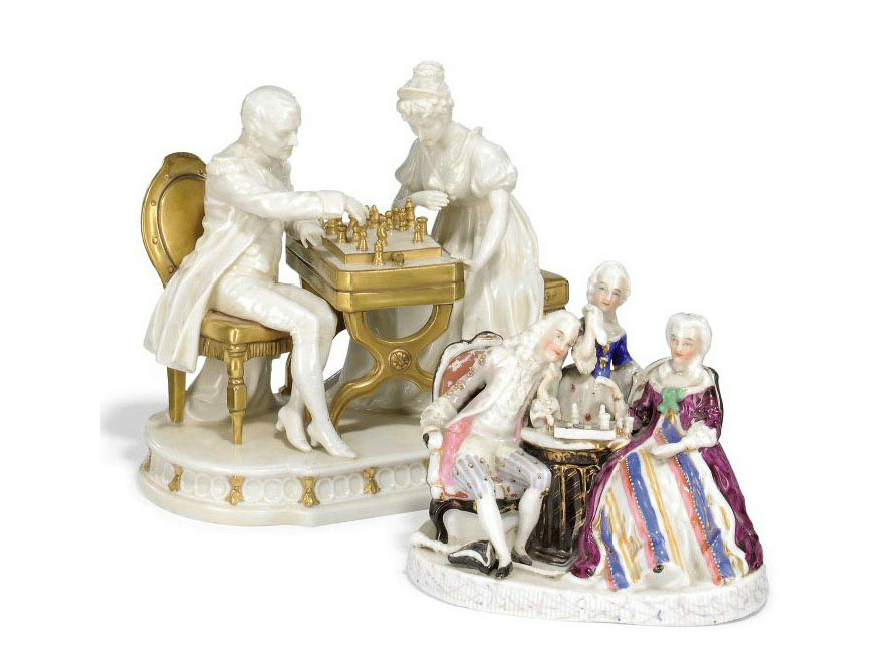
A. W .Fr. Kister Porzellanmanufaktur (1863—1905). Наполеон и Жозефина Бонапарт играют в шахматы